# Stopa infuzije
U farmakokinetici, stopa infuzije ili brzina doziranja se ne odnosi samo na brzinu kojom se lek unosi, več i na željenu brzinu kojom lek treba da bude administriran da bi se dostiglo stacionarno stanje fiksne doze za koju je pokazano da je terapeutski efektivna.
Ova veličina se u literaturi označava sa , , ili .
Stopa infuzije se može izračunati kao koncentracija stacionarnog stanja u plazmi pomnožena sa klirensom:
{\displaystyle \textstyle K_{in}=C_{ss}\cdot CL}